# Haim Steinbach
Haim Steinbach (* 1944 in Rechovot) ist ein israelisch-US-amerikanischer Objekt- und Installationskünstler, der in Brooklyn, New York City lebt.

## Leben und Werk
Haim Steinbach lebt seit 1957 in den USA. 1968 erlangte er den Bachelor am Pratt Institute, 1965 bis 1966 studierte er an der Universität Aix-Marseille, legte dort das Diplom ab und 1973 den Master an der Yale University.
Steinbach arbeitet vorwiegend mit Massenprodukten und Readymades, aber auch mit natürlichen und ethnologischen Objekten, die er sammelt und arrangiert. Er untersucht die psychologischen, ästhetischen, kulturellen und rituellen Aspekte des Sammelns und seiner Objekte.
Für die Documenta IX inszenierte Haim Steinbach Gegenstände des Schreibtisches des documenta Leiters Jan Hoet in der Neuen Galerie in Kassel.

## Ausstellungen (Auswahl)
- 1988: CAPC musée d'art contemporain de Bordeaux
- 1992: Osmosis Solomon R. Guggenheim Museum (mit Ettore Spalletti)
- 1992: Witte de With, Rotterdam
- 1992: documenta IX, Kassel[3]
- 1994: Kunsthalle Ritter, Österreich
- 1995: Castello di Rivoli, Italien
- 1997: Museum Moderner Kunst Stiftung Ludwig Wien
- 1999:  47. Biennale di Venezia, Venedig, Kurator: Germano Celant
- 2005: Berkeley Art Museum, UC Berkeley
- 2013: once again the world is flat Hessel Museum of Art at Bard College in New York, Kunsthalle Zürich, and Serpentine Gallery, London[4]
- 2013/14: Statens Museum for Kunst, Kopenhagen
- 2014: Menil Collection, Houston